# Cimetière évangélique d'Augsbourg de Varsovie
Le cimetière évangélique d'Augsbourg ou Cimetière évangélique de la confession d'Augsbourg (cmentarz ewangelicko-augsburski w Warszawie en polonais) est un cimetière protestant luthérien de Varsovie.

## Histoire
Le cimetière évangélique de la Confession d'Augsbourg a été consacré le 2 mai 1792 et conçu par l'architecte Szymon Bogumił Zug, qui y repose. Plus de 100.000 personnes ont été enterrées au cimetière depuis son ouverture en 1792. Pendant l'insurrection de Kościuszko de 1794 et pendant la Seconde Guerre mondiale, d'intenses combats ont eu lieu au cimetière. À noter, la chapelle néoclassique de la famille Halpert (1835) qui dessert la communauté luthérienne, fortement rénovée en 1975. Il y a malheureusement de nombreuses tombes encore détruites ou en mauvais état et, comme dans le cimetière catholique romain Powązki, un comité pour la restauration du cimetière a été mis en place et recueille de l'argent le jour de la Toussaint pour que les trésors du cimetière retrouvent leur gloire d'antan.

## Quelques personnalités inhumées
- Stanisław Brun (1830–1912), entrepreneur
- Józef Banek (1899–1989), Justes parmi les nations
- Juliusz Bursche (1862–1942), évêque protestant, assassiné à Moabit ou Sachsenhausen en 1942
- Theodor Bursche (1893-1965), architecte
- Adolf Daab (1872-1924), entrepreneur et conseiller municipal de Varsovie
- Ryszard Danielczyk (1904–1943), pasteur protestant en Poméranie et en Haute-Silésie
- Dawid Flamm (1793–1876), gynécologue
- Joanna Flatau (1928–1999), psychiatre
- Antoni Freyer (1845–1917), pharmacien
- Jan Bogumił Freyer (1778–1828), médecin
- Jan Karol Freyer (1808–1867), médecin
- Karol August Freyer (1801–1883), compositeur
- Jan Jakub Gay (1801–1849), architecte
- Gustaw Adolf Gebethner (1831-1901), libraire
- Wojciech Gerson (1831-1901), peintre
- Michael Gröll (1722–1798), libraire
- Andrzej Hausbrandt (1923–2004), critique de théâtre
- Teodor Hertz (1822–1884), compositeur
- Jan Kacper Heurich (1834–1887), architecte
- Henryk Fryderyk Hoyer (1834-1907), médecin et professeur d'université
- Stanisław Janicki (1872-1939), homme politique, ministre
- Herman Jung (1818–1890), brasseur
- Edward Jürgens (1827–1863), combattant de la liberté
- Jerzy Kahané (1901-1941), pasteur protestant
- Johann Christian Kamsetzer (1753–1795), architecte de la cour du roi Stanisław August Poniatowski
- Edward Kłosiński (1943–2008), caméraman
- Piotr Königsfels (zm. 1799), commandant du Royal Page Regiment
- Tadeusz Kotula (1923–2007), historien
- Samuel Bogumił Linde (1771–1847), linguiste
- Marek Leykam-Lewiński (1908–1983), architecte
- Lech Ludwik Madaliński (1900-1973), acteur
- Karol Henryk Martens (1868–1948), ingénieur, doctorat honoris causa de l'Université de technologie de Varsovie
- Włodzimierz Missol (1904-1986), pasteur protestant
- Franciszek Ludwik Neugebauer (1856-1914), gynécologue
- Ludwik Adolf Neugebauer (1821–1890), gynécologue
- Jan Precigs (1921–2003), chanteur d'opérette
- Jan Rosen (1854–1936), peintre
- Jan Rossman (1916–2003), ingénieur, premier lieutenant de l 'Armée polonaise de l'intérieur
- Konstanty Schiele (1817–1866), brasseur
- Adolf Schimmelpfennig (1834–1896), architecte
- Adolf Scholtze (1833–1914), entrepreneur
- Jan Adolf Schroeder (1789–1860), médecin
- Gustaw Adolf Sennewald (1804–1860), éditeur et libraire
- Emil Sokal (1851–1928), ingénieur (construction de canalisations d'eau)
- Franciszek Sokal (1881-1932), ministre
- Ludwik Spiess (1820–1896), entrepreneur (industrie pharmaceutique)
- Jan Sunderland (1891–1979), photographe, critique d'art
- Michał Szubert (1787–1860), botaniste
- Johann Christian Schuch (1752–1813), jardinier et paysagiste, jardinier de la cour
- Jan Maciej Hipolit Szwarce (1811–1884), insurgé
- Ryszard Trenkler (1912–1993), pasteur de l'église de la Trinité
- Wilhelm Troszel (1823–1887), chanteur d'opéra et compositeur
- Jan Krystian Ulrich (1809–1881), architecte de jardin
- Zygmunt Vogel (1764–1826), peintre, dessinateur, architecte
- Jan Walter (1934–1995), pasteur protestant
- Ewa Walter (1938–2006), sa femme
- Emil Wedel (1839–1919), entrepreneur (pâtissier)
- Edward Wende (1830–1914), éditeur et libraire
- Edward Wende (1874–1949), pasteur protestant
- Edward Wende (1936–2002), avocat, homme politique
- Bogdan Wnętrzewski (1919–2007), architecte, l'un des premiers prisonniers de Auschwitz-Birkenau
- Wiesław Wernic (1906-1986), écrivain
- Szymon Bogumił Zug (1733-1807), architecte
- Michalina Wisłocka (1921-2005), gynécologue et sexologue